# Сухореченский сельсовет (Илекский район)
Сухореченский сельсовет — сельское поселение в Илекском районе Оренбургской области Российской Федерации.
Административный центр — село Сухоречка.

## История
9 марта 2005 года в соответствии с законом Оренбургской области № 1899/341-III-ОЗ образовано сельское поселение Сухореченский сельсовет, установлены границы муниципального образования.

## Население
| 2010 | 2012 | 2013 | 2014 | 2015 | 2016 | 2017 |
| ---- | ---- | ---- | ---- | ---- | ---- | ---- |
| 617  | ↘604 | ↘588 | ↗596 | ↘586 | ↘579 | ↘559 |
| 2018 | 2019 | 2020 | 2021 |      |      |      |
| ↘547 | ↘534 | ↘530 | ↘502 |      |      |      |

## Состав сельского поселения
| № | Населённый пункт | Тип населённого пункта       | Население |
| - | ---------------- | ---------------------------- | --------- |
| 1 | Сухоречка        | село, административный центр | ↘502      |